# جزيرة القرمة
جزيرة القرمة هي إحدى الجزر الواقعة في الخليج العربي، وتتبع المنطقة الشرقية السعودية. تبلغ مساحة الجزيرة نحو 2,60 كم2 وتبعد عن الساحل بحوالي 0,2 ميل بحري.